# Rắn rào cây
Rắn rào khoang vàng (tên khoa học Boiga dendrophila) là một loài rắn trong họ Rắn nước. Loài này được Boie mô tả khoa học đầu tiên năm 1827.. Loài này có ở Việt Nam.

## Phân bố
Phân Bố ở Thái Lan và các nước Đông Nam Á, di chuyển sang lân cận biên giới Việt Nam

## Độc
Đây là loài rắn có độc nhưng không mạnh và nằm ở nanh sau, các trường hợp bị cắn nặng nhất là sưng tấy tại vùng bị cắn / Vẫn chưa có trường hợp chết người nào.

## Thức ăn
Ăn chuột,chim và các rắn khác

## Nuôi nhốt
Lót chuồng: có thể sử dụng dớn, rêu rừng, mùn dừa
Thức ăn: rắn sinh sản có thể ăn chuột và rắn, con rắn rừng thì tùy con ăn chuột hoặc ăn rắn
Nhiệt độ: trung bình từ 27 tới 31 độ C là ổn

## Hình ảnh

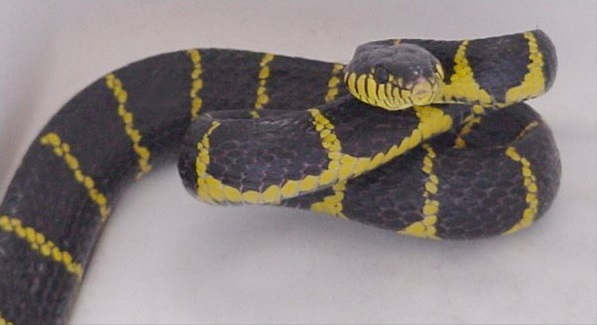
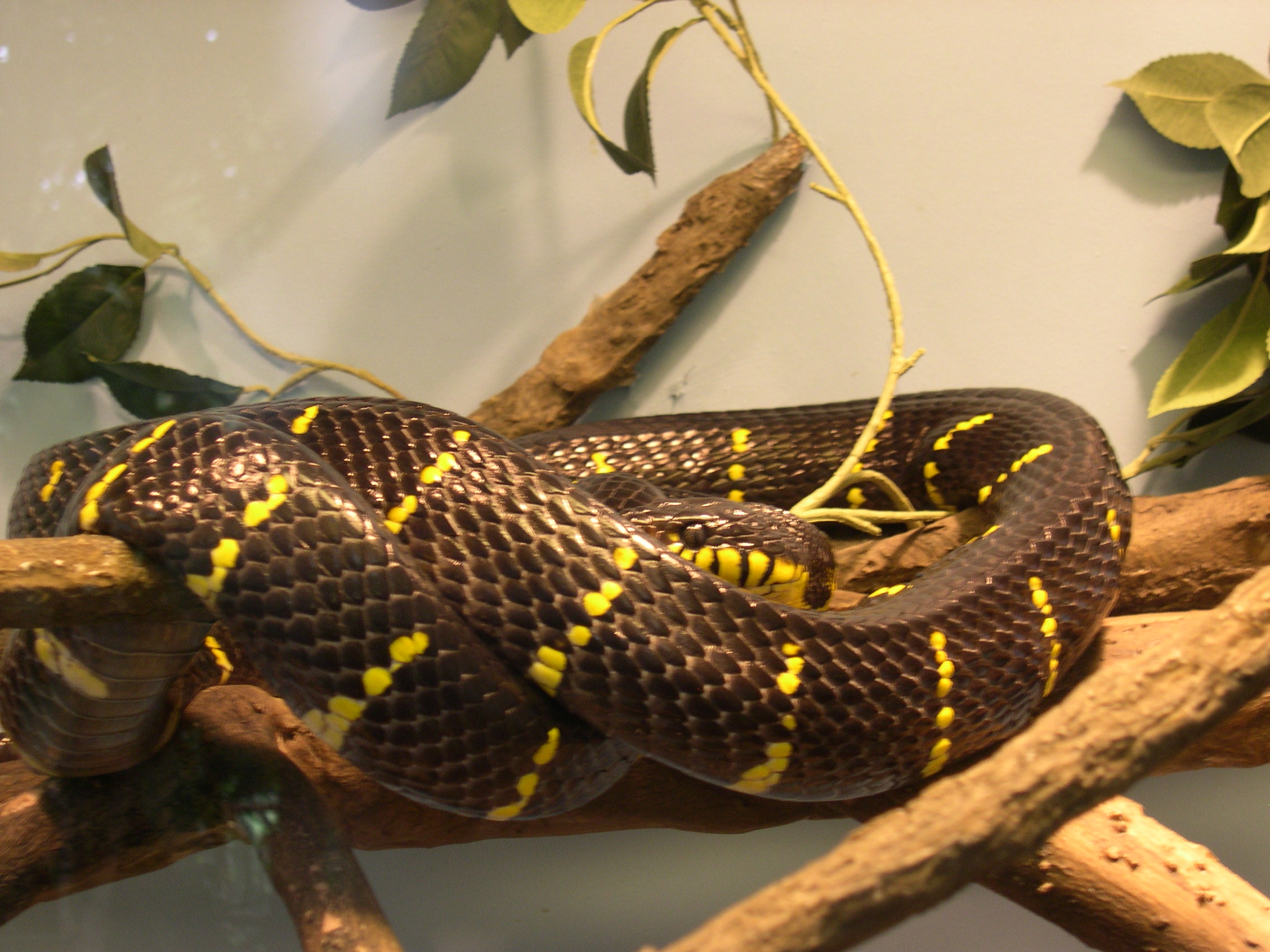
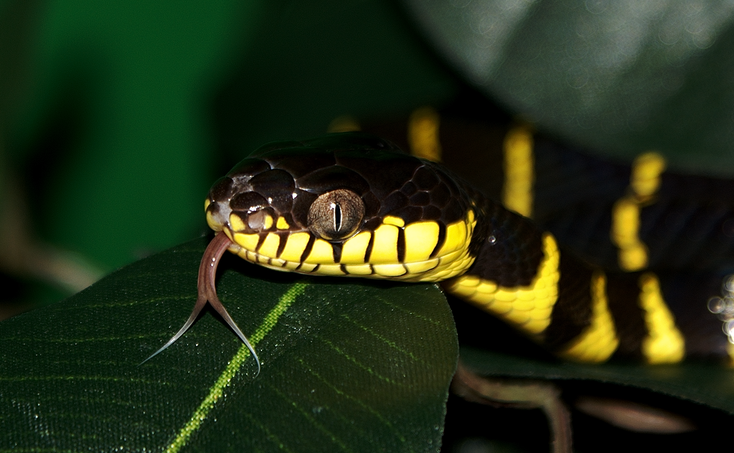
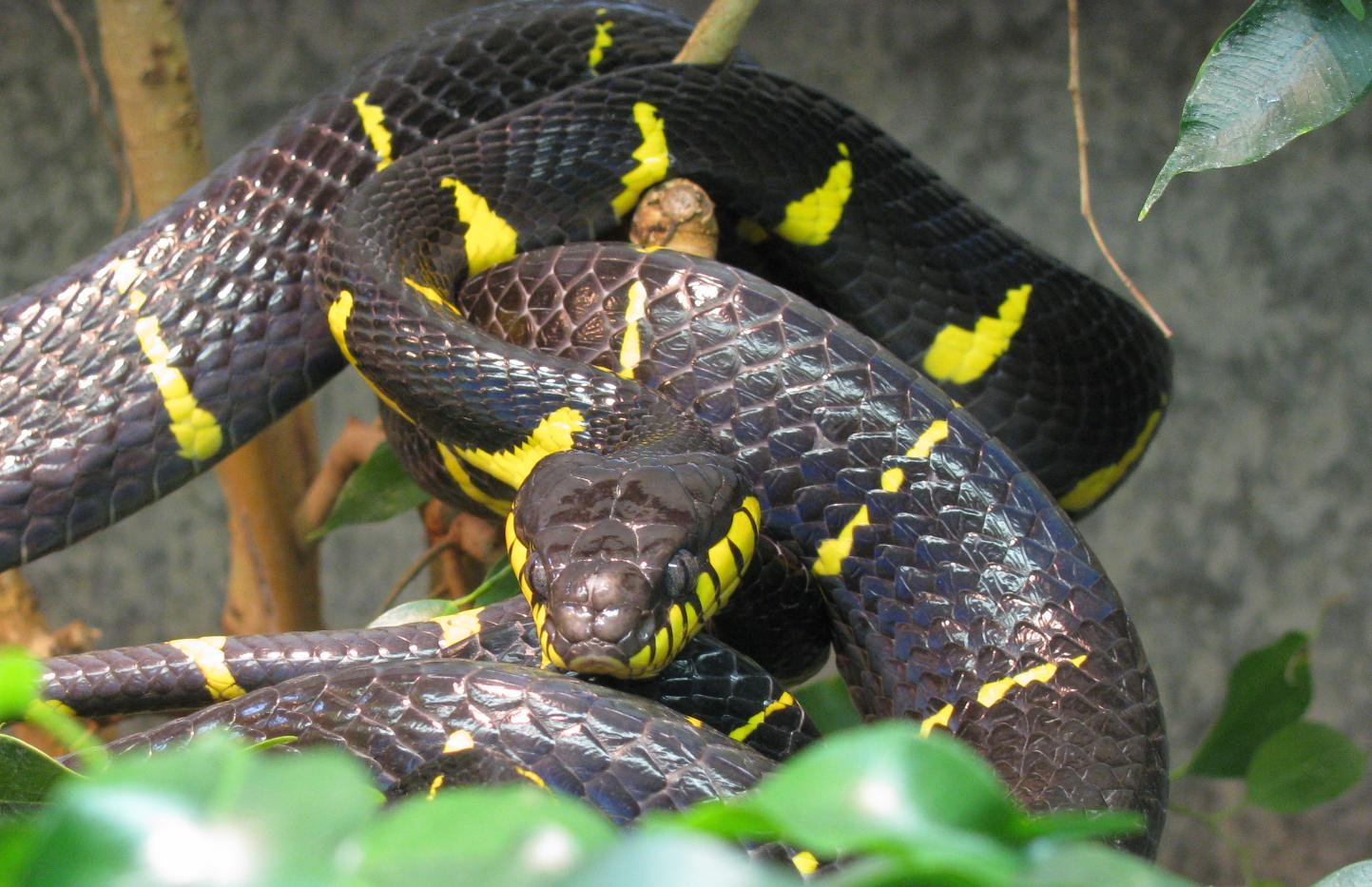
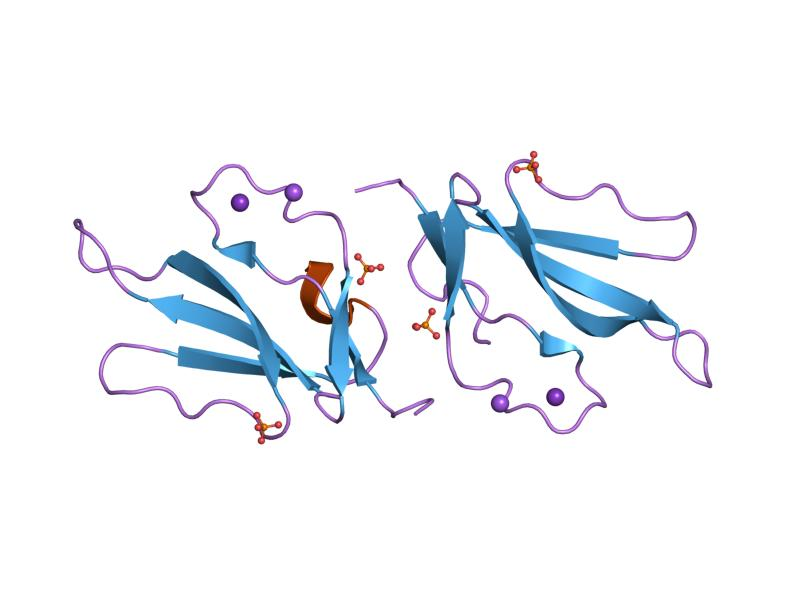
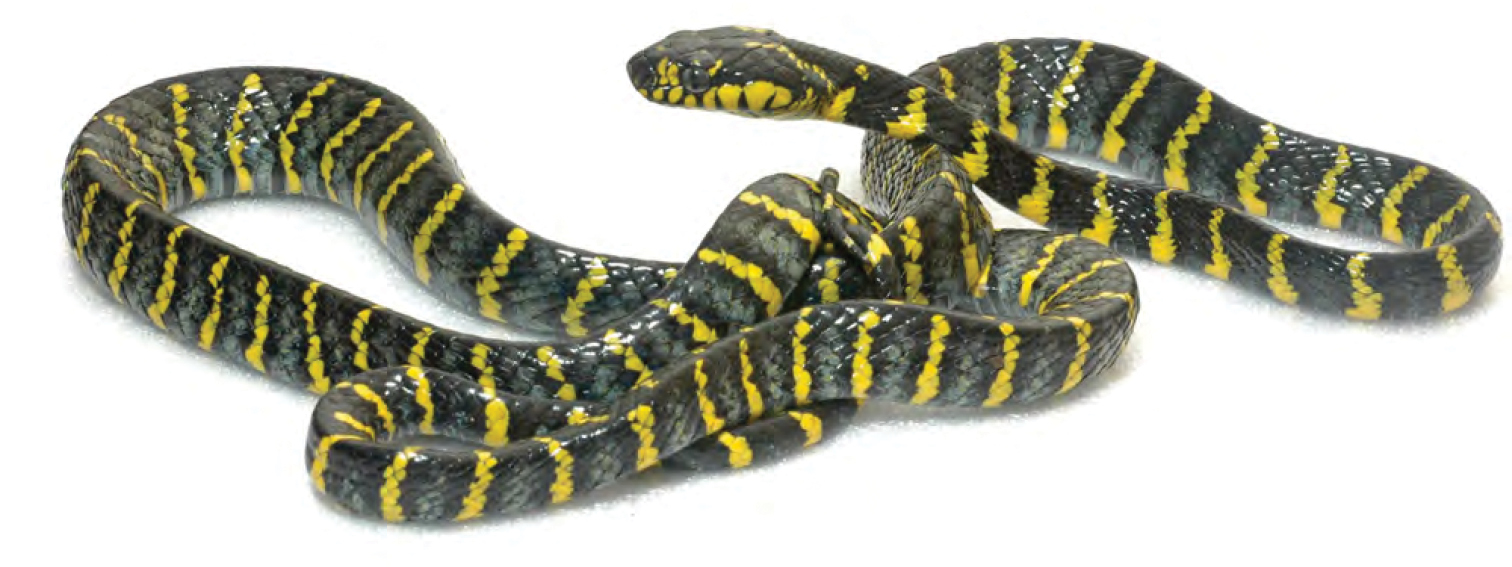
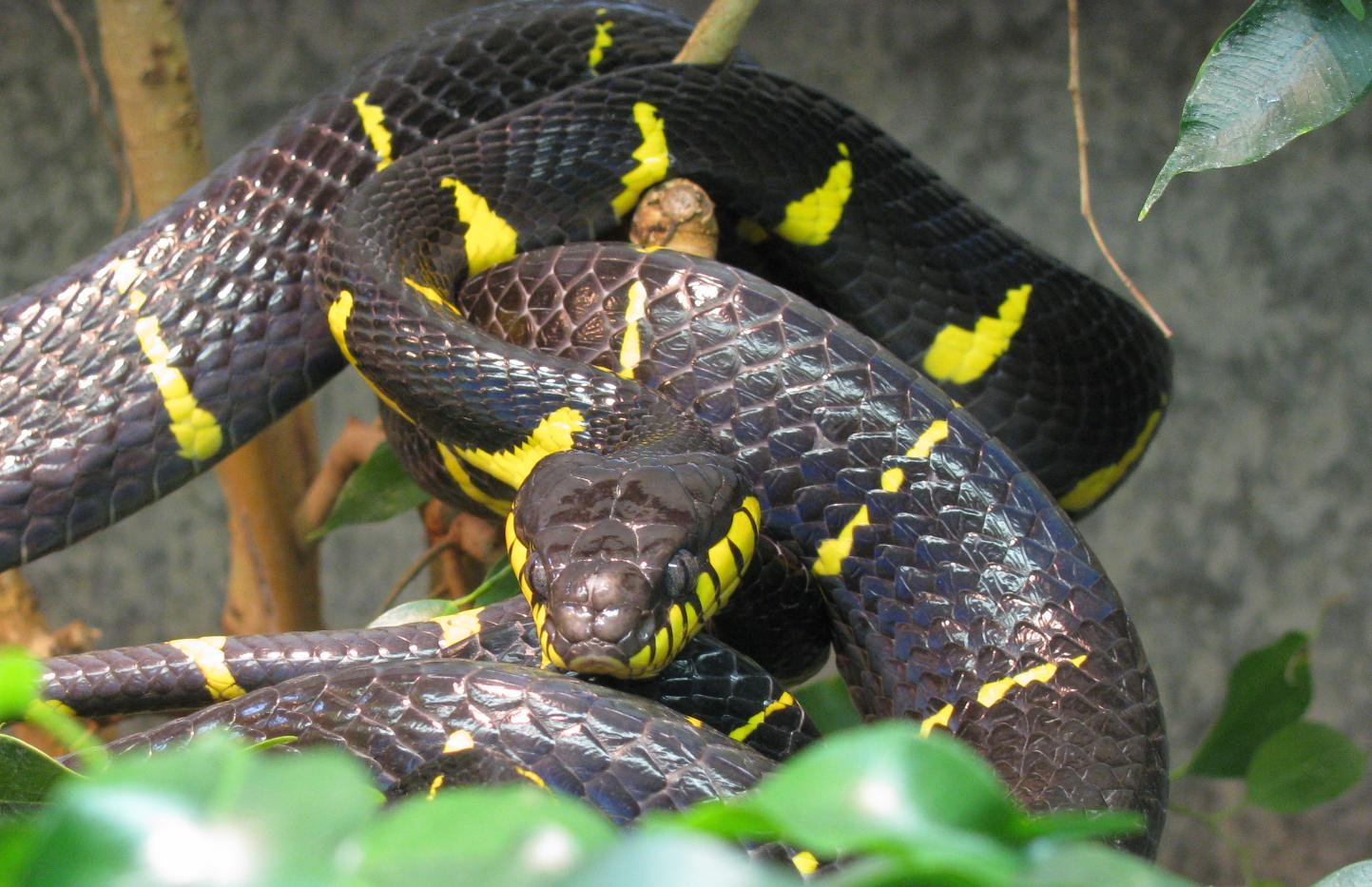